# Kento Shiogai
Kento Shiogai (japanisch 塩貝 健人 Shiogai Kento; * 26. März 2005 in der Präfektur Tokio) ist ein japanischer Fußballspieler.

## Karriere

### Verein
Kento Shiogai erlernte das Fußballspielen in der Schulmannschaft der Kugayama High School sowie in der Universitätsmannschaft der Keiō-Universität. Am 1. Februar 2024 wechselte er auf Leihbasis zum Erstligisten Yokohama F. Marinos. Sein Erstligadebüt gab Kento Shiogai am 18. April 2024 (3. Spieltag) im Heimspiel gegen Gamba Osaka. Bei dem 2:0-Erfolg wurde er in der 66. Minute für den Brasilianer Yan eingewechselt. Für Yokohama bestritt er sieben Ligaspiele. Am 27. August 2024 kehrte er nach der Ausleihe zur Universität zurück. Einen Tag später ging er nach Europa. Hier schloss er sich dem niederländischen Erstligisten NEC Nijmegen an.

### Nationalmannschaft
Kento Shiogai spielt seit 2023 für die japanische U18- und U19-Nationalmannschaft.